# Stefan z Wierzbna (zm. po 1309)
Stefan z Wierzbna (zm. 13 stycznia po 1309) – podstoli na dworze księcia wrocławskiego Henryka IV Probusa, z rodu panów z Wierzbnej.
Był synem Jana, kasztelana ryczyńskiego; starszym bratem Jana i Henryka. W 1274 roku występował w dokumentach jako podstoli wrocławski.
Po raz ostatni w dokumentach pojawił się 23 marca 1309 roku. Nie jest znana data roczna śmieci Stefana.
Jego żona miała na imię Zofia, zmarła 11 października nieznanego roku. Synami Stefana byli Fasold, Henryk i Stefan, a córką Dobrka, zmarła 27 lipca nieznanego roku.